# شوكولاتة النقود

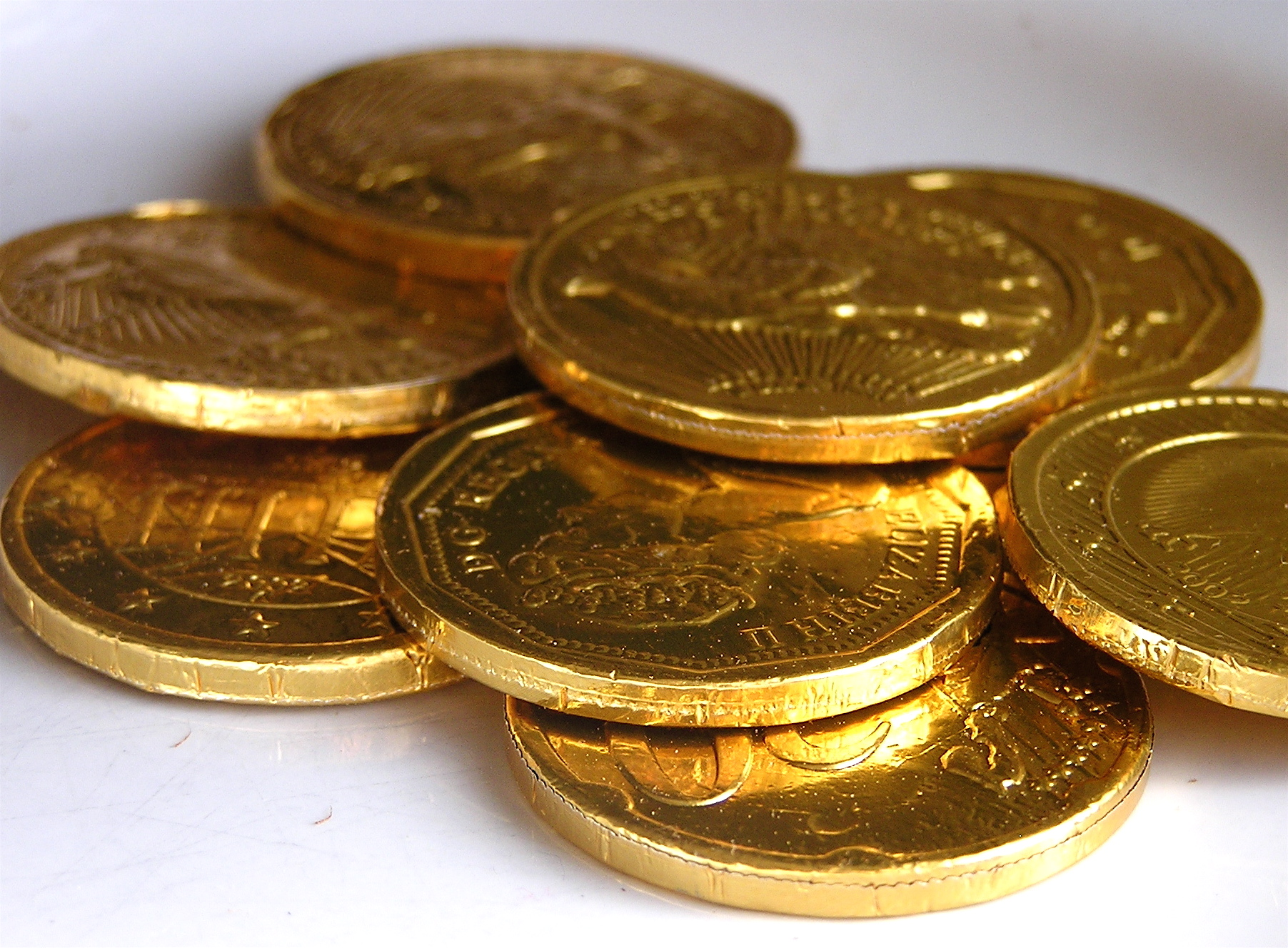
شوكولاتة النقود

شوكولاتة النقود أو قروش الشوكولا أو شوكولاتة العملات أو شوكولاتة على شكل عملة (بالإنجليزية: Chocolate coin)‏ هي نوع من أنواع الشوكولاتة المشهورة لذيذة الطعم مغلفة بقصدير ذهبي رقيق وتعطى للأطفال في كثير من الأحيان تحوى شكل مغلف في داخله شوكولاتة حليب.

## في عيد الميلاد
توزع شوكولاتة الجنيهات بشكل كبير في عيد الميلاد مسيح أو كريسماس بحيث يضع الأطفال جواربهم في المدخنة فيملئها والديهم بشوكولاتة الجنيهات وبعض الهدايا وأيضاً تزين شجرة الميلاد بشوكولاتة الجنيهات وبعض الثلوج والمصابيح الدائرية.

## في المناسبات الدينية
تعطى شوكولاتة الجنيهات للأطفال في المناسبات الدينية المسيحية واليهودية ، وفي الديانة المسيحية تعطى شوكولاتة الجنيهات في عيد الميلاد وعيد الهالووين وفي الديانة اليهودية تعطى في عيد الحانوكا أو في الأسلام تعطى أطفال عائلة حجاج عملات شوكولاطة بعد رحيلهم.

## الوصف
شكل من أشكل شوكولاطة حليب مستاديرة شكل تغلف عادتاً بقصدير رقيق مطلي بالذهب أو فضة كما أنها يمكن تصديق للأنها عملات قابلة للأكل.